# Західнокорейська затока
Західнокорейська затока(спрощ.: 朝鲜湾; кит. трад.: 朝鮮灣; піньїнь: Cháoxiǎn Wān)— затока Жовтого моря біля берегів Кореї (біля Корейського перешийка) і Китаю. Із заходу відокремлена від Бохайської затоки Ляодунським півостровом.
Глибина в більшій частині затоки менше 50 м; біля берегів — широкі мілини. У прибережній частині — скелясті острови. Припливи півдобові, величина їх близько 10 м.
У затоку впадає річка Ялуцзян, по якій проходить кордон між Китаєм і КНДР — на правому березі розташовується китайська провінція Ляонін, на лівому — провінція КНДР Північна Пхьонан.
Порти в КНДР — Нампхо, Сінийджу, в Китаї — Даньдун, Далянь і Люйшунь.